# 红颈滨鹬
红颈滨鹬（学名：Calidris ruficollis）又名紅頸濱鷸，为鹬科滨鹬属的一种鸟类。在中国大陆，分布于内蒙古、华东、西至青海等地。该物种的模式产地在西伯利亚。

## 分類
屬名來自古希臘語 kalidris 或 skalidris，這是亞里士多德用來形容一些灰色水邊鳥類的詞語。種小名 ruficollis 來自拉丁語 rufus，意為"紅色"和 collum，意為"頸部"。

## 描述
這些鳥是最小的涉禽之一，非常類似於小濱鷸，Calidris minuta，過去曾被認為與其為同一物種。紅胸濱鷸的體型較小，細長的深色喙，深色的腿部以及快速的動作使其與所有其他涉禽區別開來，除了那些同樣深色腿的小型鷸。其體長約為13—17 cm（5.1—6.7英寸），翼展為28—37 cm（11—15英寸），體重為21—51 g（0.74—1.80 oz）。 它可以通過其精細的喙尖、無蹼的腳趾以及較長的初級飛羽與西濱鷸和半蹼濱鷸在所有羽毛狀態下區別開來。
繁殖期成鳥擁有無斑的橙色胸部，下方有深色標記，背部有一個白色的V形標記。在冬季羽毛狀態下，辨認較為困難，儘管其腿部較短，翅膀較長，相較於小濱鷸。幼鳥的背部羽毛對比更強，並且背部的白線較弱。其叫聲是一種沙啞的"stit"聲。

## 分佈與棲地
紅胸濱鷸是強烈的遷徙性鳥類，繁殖於東歐亞大陸的北極沿岸地區，非繁殖季節時分布於東南亞和澳大拉西亞，南至塔斯馬尼亞和紐西蘭。它們是西歐洲的稀有迷鳥，多數紀錄來自愛爾蘭。它們經常出現在西阿拉斯加，偶爾也出現在美洲的其他地方。

## 行為
紅胸濱鷸非常群居，會在非繁殖區域與其他小型濱鷸屬（Calidris） 涉禽，如尖尾濱鷸和彎嘴濱鷸一起成群活動。

### 繁殖
其繁殖棲地為凍原。它們在地面築巢，並於春季到夏季進行繁殖。

### 飲食
它們在濕草地和軟泥中覓食，主要依靠視覺拾取食物。在非繁殖棲地，它們在潮間帶泥灘和淡水湖的泥濘邊緣覓食。其主要食物為昆蟲和其他小型無脊椎動物。

## 圖庫

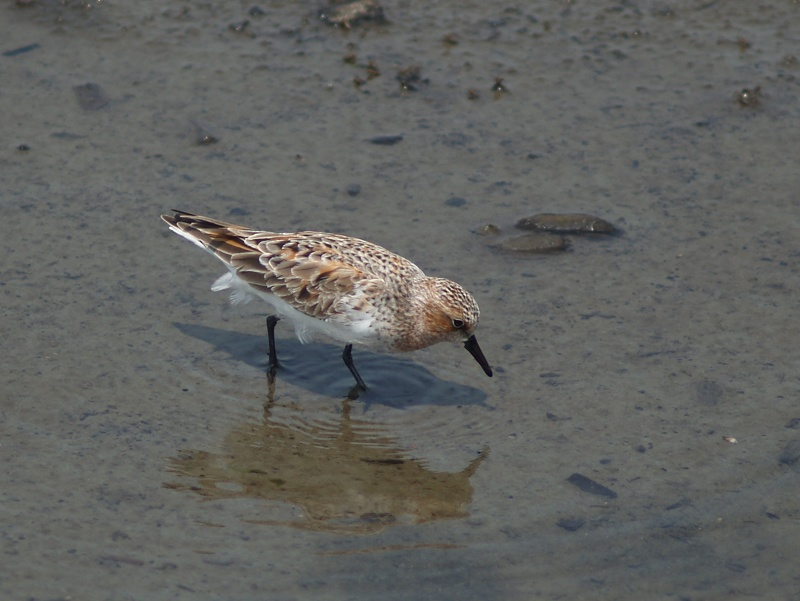
進食
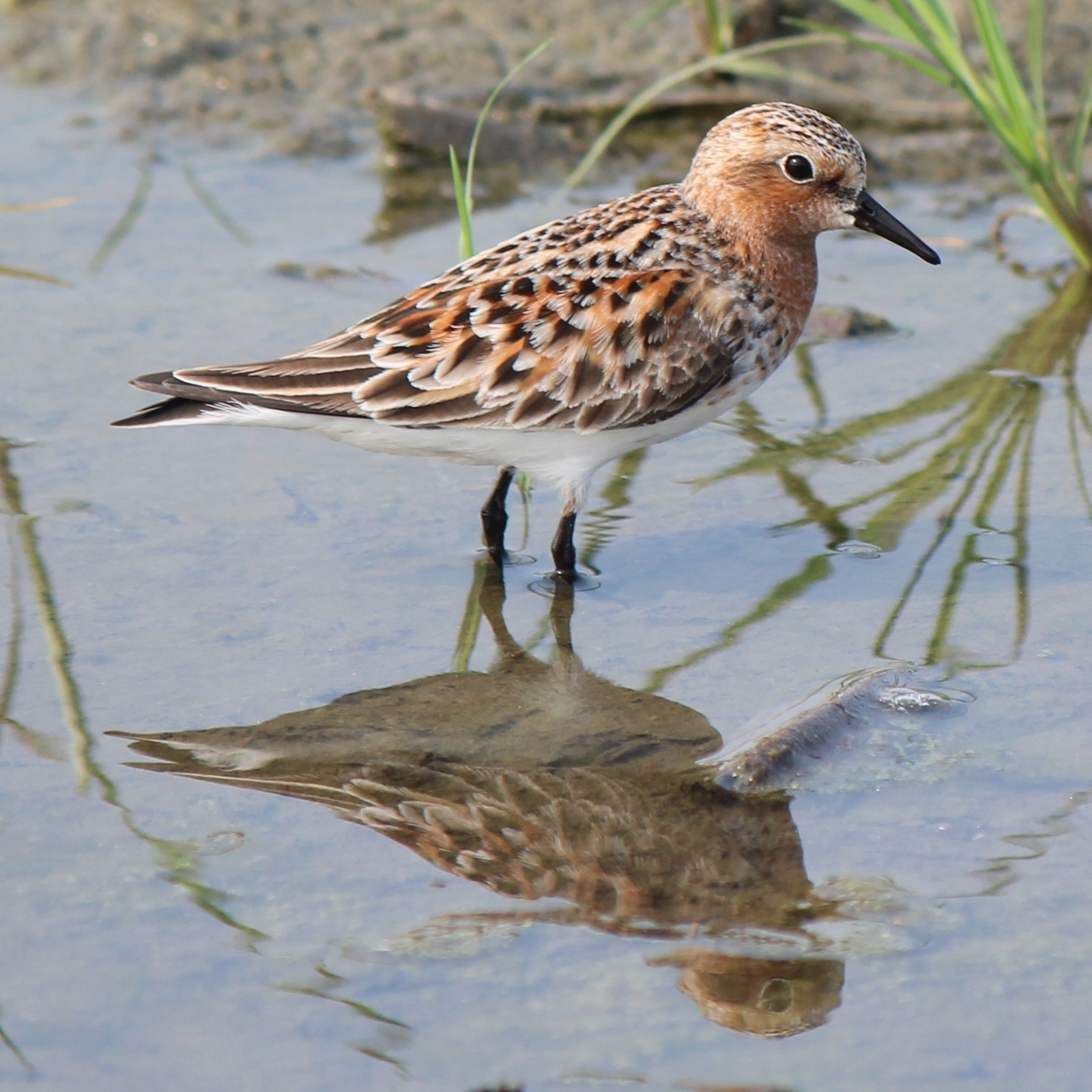
夏季羽
- 斯卡伯勒, 東南昆士蘭，澳洲
- 進食
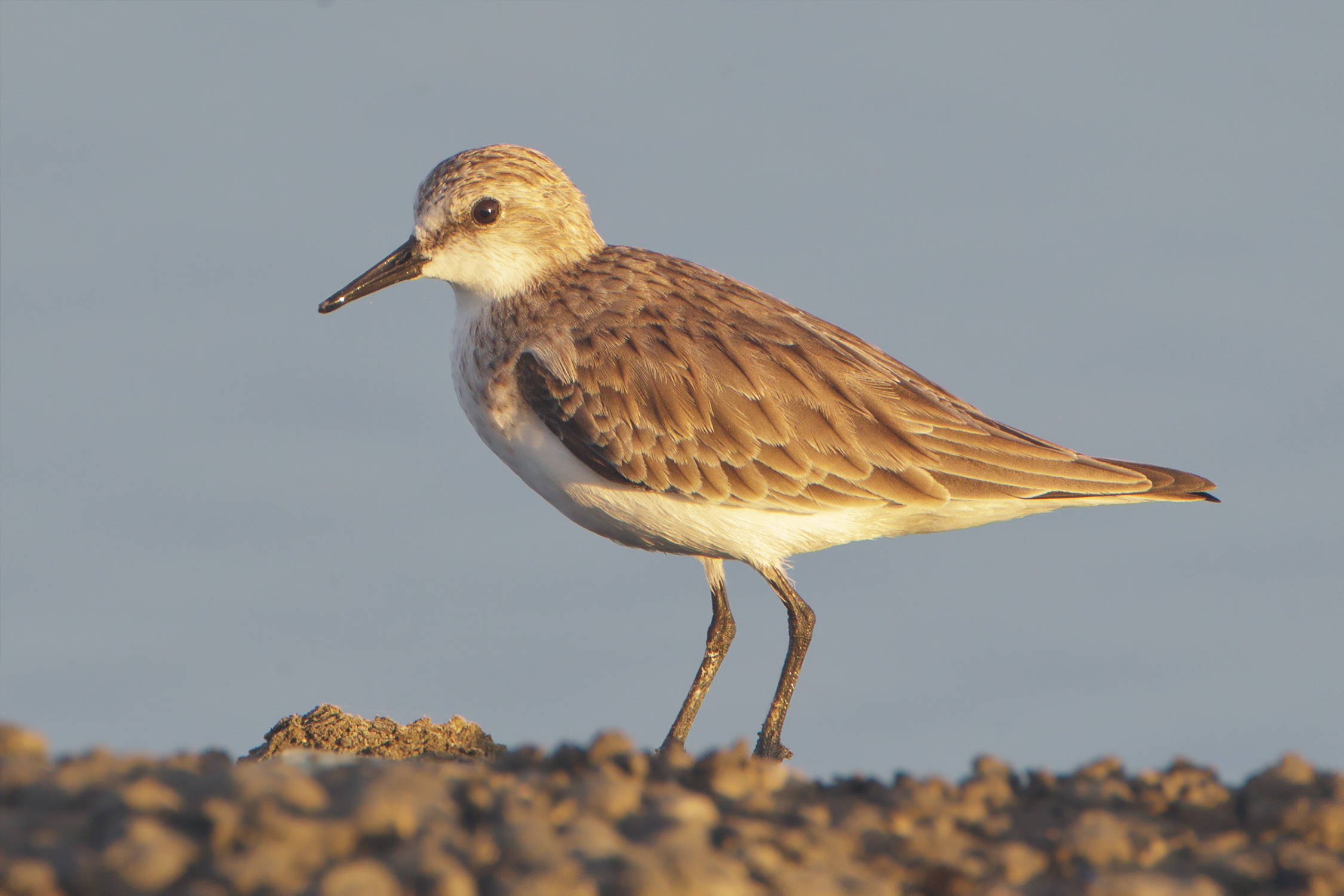
紅胸濱鷸
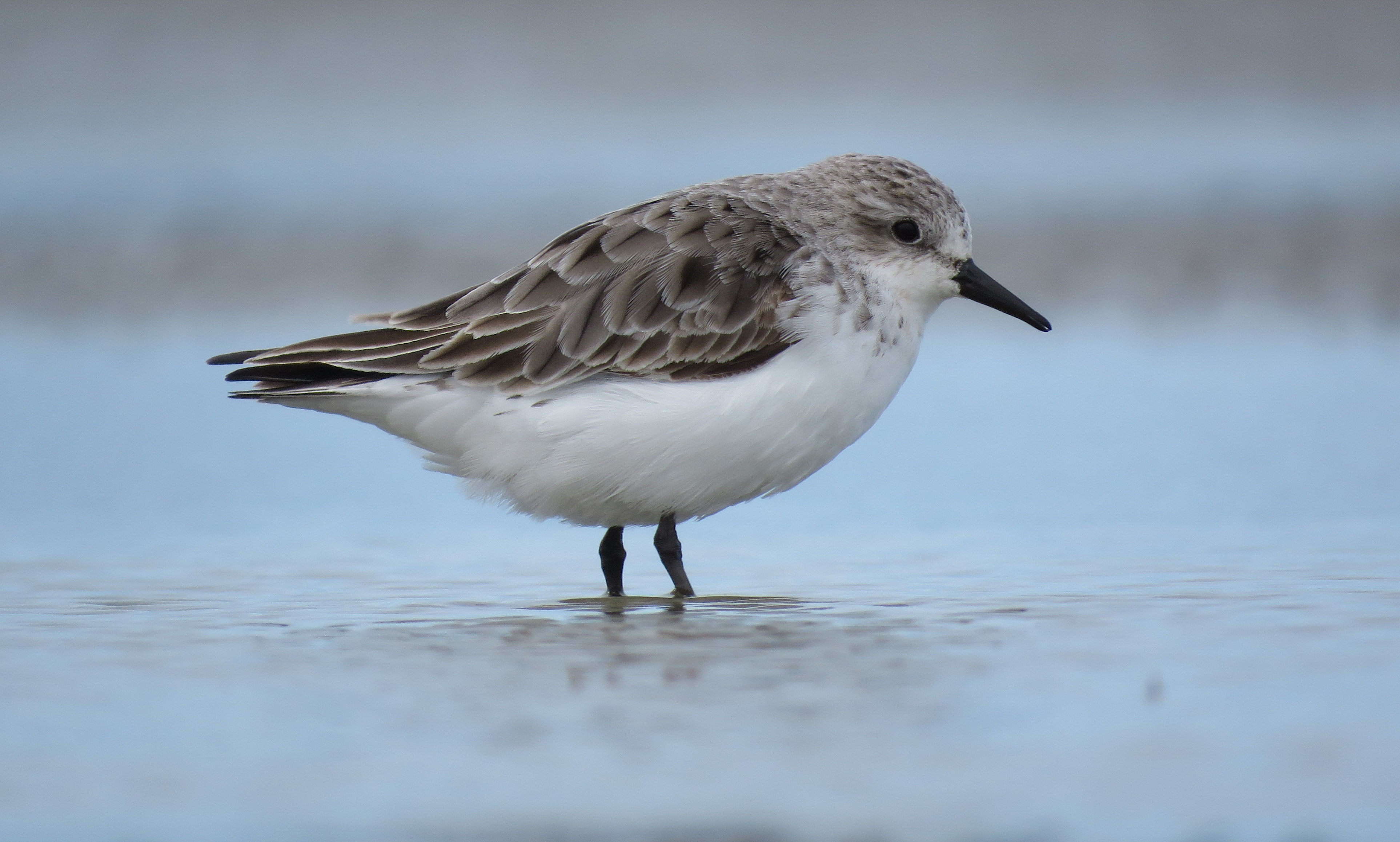
非繁殖羽， 埃爾斯米爾湖, 紐西蘭.